# Odds & Ends
Odds And Ends је назив необјављеног албума британске певачице Дајдо из 1996. године. На том ЦД-у налази се 11 песама Дајдо, углавном у демо верзији. Неке од песама са овог албума су се касније нашле и на званичним издањима Дајдо. Песма "Take My Hand" нашла се као бонус на њеном првом албуму "No Angel". Песма "Sweet Eyed Baby" је првобитна верзија песме "Don't Think Of Me", док се песма "Worthless" нашла на једном од албума групе Феитлес у аустралијској компилацији. Песма "Me" се такође нашла као бонус песма у јапанском издању албума "No Angel".

## Листа песама
CD: 1996 (Nettwerk Management)
1. "Give Me Strength" – 4:17
2. "Reverb Song" – 0:45
3. "Take My Hand" – 6:39
4. "Me" – 2:38
5. "Sweet Eyed Baby" – 4:43 [Првобитна верзија песме "Don't Think Of Me"]
6. "Keep Your Faith In Me" – 4:03
7. "Too Bad" – 2:06
8. "Believe (Flu Season Mix)" – 6:32 [Ремикс песме "Take My Hand"]
9. "Worthless" – 8:07 [Првобитна верзија]
10. "Hurry Home (Demo)" – 3:15
11. "River, Run Me Dry" – 4:37